# Keota, Oklahoma
Keota är en kommun (town) i Haskell County i Oklahoma. Vid 2020 års folkräkning hade Keota 437 invånare.

## Kända personer från Keota
- Sim Iness, friidrottare